# Genesis (2021)
Genesis est un événement de catch professionnel produit par la fédération Impact Wrestling, c'est le douzième événement de la chronologie des Genesis. Il est prévu qu'il se déroule le 9 janvier 2021 à Nashville dans le Tennessee au sein du Skyway Studios. Il sera diffusé exclusivement sur Impact Plus.

## Histoire
En 2013, Impact Wrestling (anciennement Total Nonstop Action Wrestling) en plus des pay-per-view, la fédération commença à lancer des événements spéciaux mensuels : One Night Only. Genesis était produit comme un PPV de 2005 à 2013. En 2014, Genesis devient un événement spécial d'Impact jusqu'en 2018. L'événement est ressuscité par Impact le 12 décembre 2020 lorsque la fédération annonce  la date du prochain Genesis,. 

## Contexte
Cet événement produit des matches de catch professionnels scriptés impliquant une histoire au résultat prédéfini entre un catcheur face (gentil) et heel (méchant).

### Willie Mack contre Moose
Le 3 novembre à Impact, Moose attaqua Willie Mack dans le but de faire un exemple qui attirera l'attention du champion du monde d'Impact Rich Swann. Le 14 novembre lors de Turning Point, Moose perd contre Willie Mack par disqualification après l'avoir tabassé sans s'arrêter. Le 17 novembre à Impact, il bat Mack lors d'un match sans disqualification. Le 1er décembre à Impact, il attaque Mack qui sera secouru par Rich Swann. Le 15 décembre à Impact, un "I quit" match est annoncé pour Genisis, il opposera Moose à Mack.

### Super X-Cup Tournament
Le 17 décembre 2020, Impact annonce le retour de la Super X-Cup. La dernière ayant eu lieu en 2017. Le 21 décembre, Impact annonce les participants du tournoi comme étant : Suicide, Ace Austin, Daivari, Cousin Jake, Tre Lamar, Blake Christian, Crazzy Steve et KC Navarro.
|  | Quarts de finale | Quarts de finale | Quarts de finale | Quarts de finale |            |            | Demi-finales | Demi-finales | Demi-finales | Demi-finales |  |  | Finale | Finale | Finale | Finale |
|  |                  |                  |                  |                  |            |            |              |              |              |              |  |  |        |        |        |        |
|  |                  |                  |                  |                  |            |            |              |              |              |              |  |  |        |        |        |        |
|  |                  |                  |                  |                  |            |            |              |              |              |              |  |  |        |        |        |        |
|  | Ace Austin       | Ace Austin       | Tombé            | Tombé            |            |            |              |              |              |              |  |  |        |        |        |        |
|  | Ace Austin       | Ace Austin       | Tombé            | Tombé            |            |            |              |              |              |              |  |  |        |        |        |        |
|  | Suicide          |                  |                  |                  |            |            |              |              |              |              |  |  |        |        |        |        |
|  | Ace Austin       | Ace Austin       | Tombé            | Tombé            |            |            |              |              |              |              |  |  |        |        |        |        |
|  | Ace Austin       | Ace Austin       | Tombé            | Tombé            |            |            |              |              |              |              |  |  |        |        |        |        |
|  |                  |                  | Cousin Jake      |                  |            |            |              |              |              |              |  |  |        |        |        |        |
|  | Daivari          |                  |                  |                  |            |            |              |              |              |              |  |  |        |        |        |        |
|  |                  |                  |                  |                  |            |            |              |              |              |              |  |  |        |        |        |        |
|  | Cousin Jake      | Cousin Jake      | Tombé            | Tombé            |            |            |              |              |              |              |  |  |        |        |        |        |
|  | Cousin Jake      | Cousin Jake      | Tombé            | Tombé            | Ace Austin | Ace Austin | Tombé        | Tombé        |              |              |  |  |        |        |        |        |
|  |                  |                  |                  |                  | Ace Austin | Ace Austin | Tombé        | Tombé        |              |              |  |  |        |        |        |        |
|  |                  |                  | Blake Christian  |                  |            |            |              |              |              |              |  |  |        |        |        |        |
|  | Crazzy Steve     | Crazzy Steve     | Tombé            | Tombé            |            |            |              |              |              |              |  |  |        |        |        |        |
|  | Crazzy Steve     | Crazzy Steve     | Tombé            | Tombé            |            |            |              |              |              |              |  |  |        |        |        |        |
|  | Tre Lamar        |                  |                  |                  |            |            |              |              |              |              |  |  |        |        |        |        |
|  | Crazzy Steve     |                  |                  |                  |            |            |              |              |              |              |  |  |        |        |        |        |
|  |                  |                  |                  |                  |            |            |              |              |              |              |  |  |        |        |        |        |
|  |                  |                  | Blake Christian  | Blake Christian  | Tombé      | Tombé      |              |              |              |              |  |  |        |        |        |        |
|  | KC Navarro       |                  | Blake Christian  | Blake Christian  | Tombé      | Tombé      |              |              |              |              |  |  |        |        |        |        |
|  |                  |                  |                  |                  |            |            |              |              |              |              |  |  |        |        |        |        |
|  | Blake Christian  | Blake Christian  | Tombé            | Tombé            |            |            |              |              |              |              |  |  |        |        |        |        |
|  | Blake Christian  | Blake Christian  | Tombé            | Tombé            |            |            |              |              |              |              |  |  |        |        |        |        |
|  |                  |                  |                  |                  |            |            |              |              |              |              |  |  |        |        |        |        |

## Tableau des matches
| No.                                                           | Matches*                         | Stipulations                                        |
| ------------------------------------------------------------- | -------------------------------- | --------------------------------------------------- |
| 1                                                             | Ace Austin bat Suicide           | 1er tour de l'Impact Super X-Cup Tournament (2021)  |
| 2                                                             | Blake Christian bat KC Navarro   | 1er tour de l'Impact Super X-Cup Tournament (2021)  |
| 3                                                             | Cousin Jake bat Daivari          | 1er tour de l'Impact Super X-Cup Tournament (2021)  |
| 4                                                             | Crazzy Steve bat Tre Lamar       | 1er tour de l'Impact Super X-Cup Tournament (2021)  |
| 5                                                             | Ace Austin bat Cousin Jake       | 2ème tour de l'Impact Super X-Cup Tournament (2021) |
| 6                                                             | Blake Christian bat Crazzy Steve | 2ème tour de l'Impact Super X-Cup Tournament (2021) |
| 7                                                             | Jordynne Grace bat Jazz          | Match simple                                        |
| 8                                                             | Ace Austin bat Blake Christian   | Finale de l'Impact Super X-Cup Tournament (2021)    |
| 9                                                             | Willie Mack bat Moose            | "I Quit" match                                      |
| - (c) – Fait référence aux champions - *La carte peut changer |                                  |                                                     |